# Mitchell Weiser
Mitchell Weiser (Troisdorf, 21 april 1994) is een Duits betaald voetballer die doorgaans speelt als rechtsback. In juli 2022 verruilde hij Bayer Leverkusen voor Werder Bremen.

## Clubcarrière
Weiser speelde in de jeugd van FC Köln, maar verruilde die in juli 2012 voor die van Bayern München. Dat liet hem in het tweede elftal spelen en verhuurde hem in januari 2013 voor een half jaar aan 1. FC Kaiserslautern, op dat moment actief in de 2. Bundesliga. Gedurende het seizoen 2013/14 maakte Weiser zijn competitiedebuut voor Bayern München. Hij speelde dat seizoen drie wedstrijden. In de jaargang erna deed hij dertien keer mee met het eerste team en maakte hij zijn eerste doelpunt in de Bundesliga. Weiser verliet Bayern München in 2015 en tekende een contract tot medio 2018 bij Hertha BSC. Bij Hertha kreeg hij snel een basisplaats; in zijn eerste seizoen in Berlijn kwam hij tot negenentwintig competitie-optredens, waarvan zevenentwintig als basisspeler. Het jaar erna moest hij een deel van het seizoen missen door een spierblessure.
Medio 2018 nam Bayer Leverkusen hem over voor een bedrag van circa twaalf miljoen euro. Weiser tekende voor vijf seizoenen bij zijn nieuwe club. Ook hier begon hij zijn eerste seizoen overwegend als basisspeler, maar in de twee jaargangen erna namen zijn speelminuten af. In de slotdagen van de transferperiode aan het begin van het seizoen 2021/22 huurde Werder Bremen, net gedegradeerd naar de 2. Bundesliga, de vleugelverdediger voor een jaar. Tijdens zijn debuut tegen FC Ingolstadt 04 tekende hij direct voor zijn eerste doelpunt. Werder promoveerde als nummer twee direct weer naar de Bundesliga. Na de promotie werd Weiser definitief gecontracteerd door Werder. Hij zette zijn handtekening onder een verbintenis voor de duur van twee seizoenen.

## Erelijst
| Competitie                 |                |                  |                |                |
| Competitie                 | Aantal         | Jaren            |                |                |
| Bayern München             | Bayern München | Bayern München   | Bayern München | Bayern München |
| -------------------------- | -------------- | ---------------- | -------------- | -------------- |
| Bundesliga                 | 2              | 2013/14, 2014/15 |                |                |
| DFL-Supercup               | 1              | 2012             |                |                |
| Wereldkampioenschap clubs  | 1              | 2013             |                |                |
| Duitsland –21              |                |                  |                |                |
| Europees kampioenschap –21 | 1              | 2017             |                |                |